# Horqin Youyi Qianqi
Horqin Youyi Qianqi (prawa przednia chorągiew Horqin; chiń. 科尔沁右翼前旗; pinyin: Kē’ěrqìn Yòuyì Qián Qí) – chorągiew w północno-wschodnich Chinach, w regionie autonomicznym Mongolia Wewnętrzna, w związku Hinggan. W 1999 roku liczyła 369 868 mieszkańców.